# 정밀타격미사일
정밀타격미사일(Precision Strike Missile, PrSM)은 미국의 단거리 탄도 미사일이다. 프리즘 미사일이라고도 부른다.

## 역사
미국은 2023년까지 사거리  500 km 정밀타격미사일을 개발해 기존의 300 km 에이태킴스 미사일을 교체할 예정이다. 에이태킴스처럼 M270 MLRS에 2발 장전된다. 미국 육군은 방산업체가 개발 중인 중거리 탄도 미사일의 사거리를 늘려 달라고 요청했다. 록히드 마틴과 레이시온이 경쟁 중이다.
원래 에이태킴스 미사일을 개발한 록히드 마틴은 사거리 1000 km 버전을 개발하고 있거나 개발완료했다는 보도가 있었다.
도널드 트럼프 대통령의 INF 조약 공식 폐기 선언으로, 프리즘 미사일 실전배치가 예상된다. 러시아 이스칸데르 미사일의 실제 사거리가 1000 km 라는 보도가 있다.
- 에이태킴스 미사일, 록히드 마틴, 사거리 300 km
- 딥스트라이크 미사일, 레이시온, 사거리 500 km
- 정밀타격미사일, 록히드 마틴, 사거리 500 km

## 같이 보기
- 번개사업
- KN-09
- INF 조약